# Eriosema grandiflorum
Eriosema grandiflorum är en ärtväxtart som först beskrevs av Diederich Franz Leonhard von Schlechtendal och Adelbert von Chamisso, och fick sitt nu gällande namn av George Don jr. Eriosema grandiflorum ingår i släktet Eriosema och familjen ärtväxter. Inga underarter finns listade i Catalogue of Life.